# براتیکا
براتیکا (به لاتین: Bratica) یک منطقهٔ مسکونی در مونته‌نگرو است که در شهرداری اولکینج واقع شده‌است. براتیکا ۲۳۳ نفر جمعیت دارد.